# Schorfheide (kommun)
Schorfheide är en kommun i östra Tyskland, belägen i Landkreis Barnim i förbundslandet Brandenburg, nordväst om staden Eberswalde. Huvudort är Finowfurt.
Kommunen bildades 2003 genom sammanslagning av kommunerna Finowfurt och Gross Schönebeck, och är döpt efter skogsområdet Schorfheide, vars sydvästra del ligger i kommunen.

## Administrativ indelning
Kommunen indelas i följande orter som utgör administrativa kommundelar:
- Altenhof
- Böhmerheide
- Eichhorst med Wildau
- Finowfurt
- Gross Schönebeck
- Klandorf
- Lichterfelde
- Schluft
- Werbellin

|                                  |
| Schöpfurths bykyrka i Finowfurt. |